# ParknShop

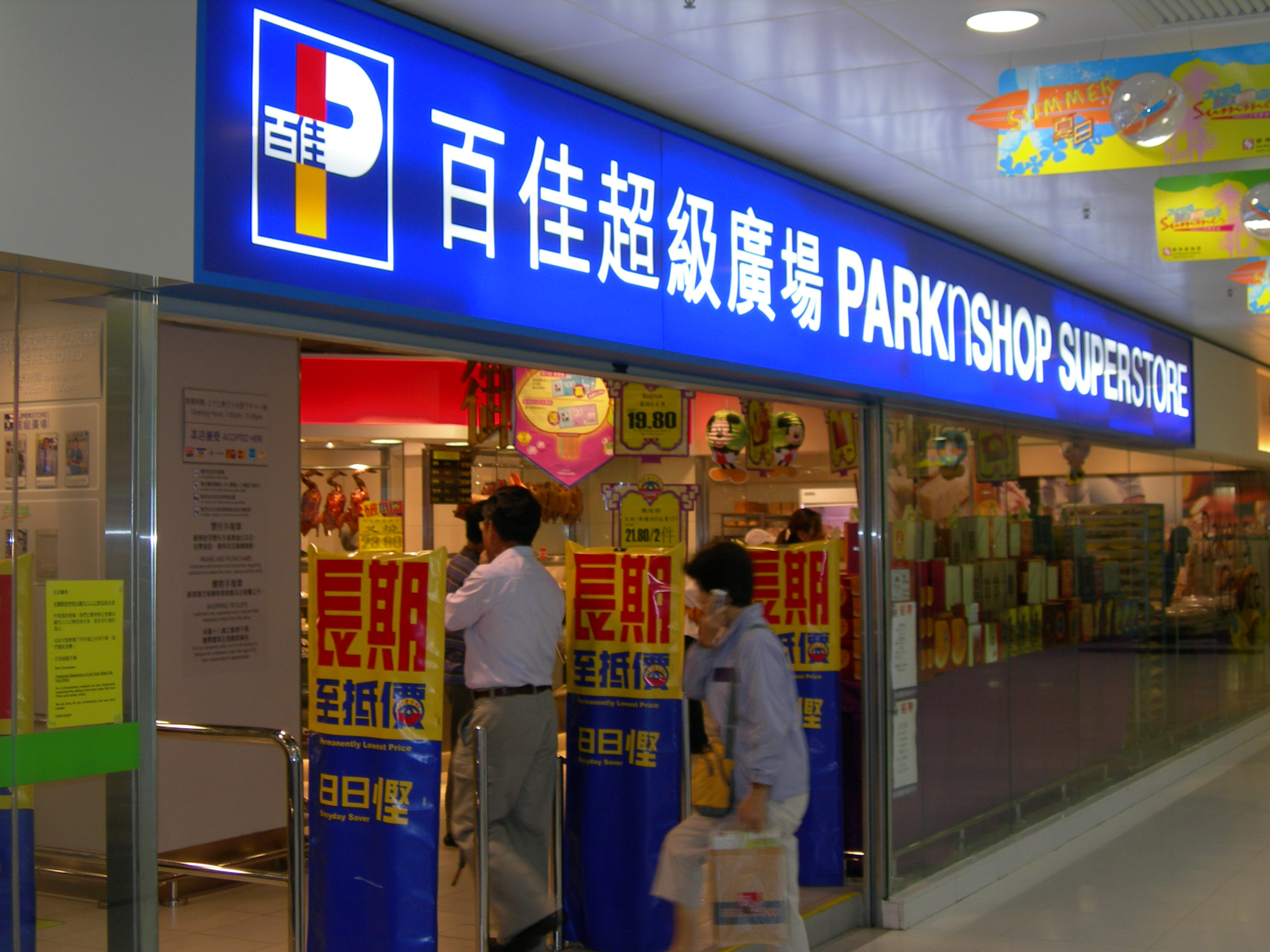
Un ParknShop Superstore dans un centre commercial à Tai Po

ParknShop (en chinois : 百佳, en pinyin : Bǎijiā) est une enseigne de supermarchés et hypermarchés hongkongaise créée en 1973 dans la ville de Stanley à Hong Kong.
ParknShop exploite en 2013, plus de 260 magasins à Hong Kong, à Macao et en Chine.